# Clem Hill
Pour les articles homonymes, voir Hill.
Clement Hill (né le 18 mars 1877, décédé le 5 septembre 1945), communément appelé Clem Hill, était un joueur de cricket australien. Considéré comme l'un des meilleurs batteurs de son époque, il a disputé 49 tests avec l'équipe d'Australie à partir de 1896 et fut capitaine de la sélection.

## Équipes
- Australie-Méridionale (1892 - 1923)

## Sélections
- 49 sélections en Test cricket de (1896 - 1912)
  - 10 fois capitaine (1910 - 1912), 5 victoires, 5 défaites

## Récompenses et distinctions
- Un des cinq Wisden Cricketers of the Year en 1900
- Membre de l'Australian Cricket Hall of Fame depuis 2005